# Saint-Sigismond (Vendée)
 Saint-Sigismond  es una población y comuna francesa, en la región de Países del Loira, departamento de Vendée, en el distrito de Fontenay-le-Comte y cantón de Maillezais.

## Demografía
| 488 | 471 | 416 | 378 | 361 | 365 |
| Para los censos de 1962 a 1999 la población legal corresponde a la población sin duplicidades (Fuente: INSEE [Consultar]) |     |     |     |     |     |